# Український патріот
«Український патріот» — демо-альбом українського рок-гурту Бульдог (згодом перейменований на Сокира Перуна), виданий 1998 року на лейблі Moon Records обмеженим тиражем. 2000 року альбом був офіційно перевиданий на лейблі MG-42 Productions.

## Зміст
| Сторона A | Сторона A             | Сторона A  |
| #         | Назва                 | Тривалість |
| --------- | --------------------- | ---------- |
| 1.        | «Нація»               | 2:22       |
| 2.        | «Український Патріот» | 2:36       |
| 3.        | «Іноземці Геть!»      | 2:44       |
| 4.        | «Вперед»              | 2:38       |
| 5.        | «Футбол та Пиво»      | 3:00       |
| 12:40     |                       |            |

| Сторона Б | Сторона Б             | Сторона Б  |
| #         | Назва                 | Тривалість |
| --------- | --------------------- | ---------- |
| 6.        | «Українська Вендета»  | 3:40       |
| 7.        | «Україна»             | 3:53       |
| 8.        | «Nigger»              | 3:49       |
| 9.        | «Сокира Перуна»       | 2:22       |
| 10.       | «R.A.C»               | 3:48       |
| 11.       | «Очі, сповнені Гніву» | 4:40       |
| 20:52     |                       |            |